# Rio Pipo
O rio Pipo, também chamado rio Ajej, é um rio da ilha Grande da Terra do Fogo, situado no sudoeste do Departamento Ushuaia na província argentina da Terra do Fogo, Antártida e Ilhas do Atlântico Sul. Drena as suas águas ao Canal Beagle, desembocando na baía Golondrina. Junto à sua desembocadura localiza-se o bairro de Porto Golondrina, nos subúrbios pelo poente da cidade de Ushuaia, capital da província.
Conquanto em todo seu trajeto discorre exclusivamente sobre território argentino, os afluentes pela sua margem direita no setor médio da sua bacia têm suas nascentes em território chileno, da comuna de Cabo de Hornos localizada na Província da Terra do Fogo, na Região de Magallanes e da Antártica Chilena. Isto o define como um rio argentino de bacia argentino-chilena.

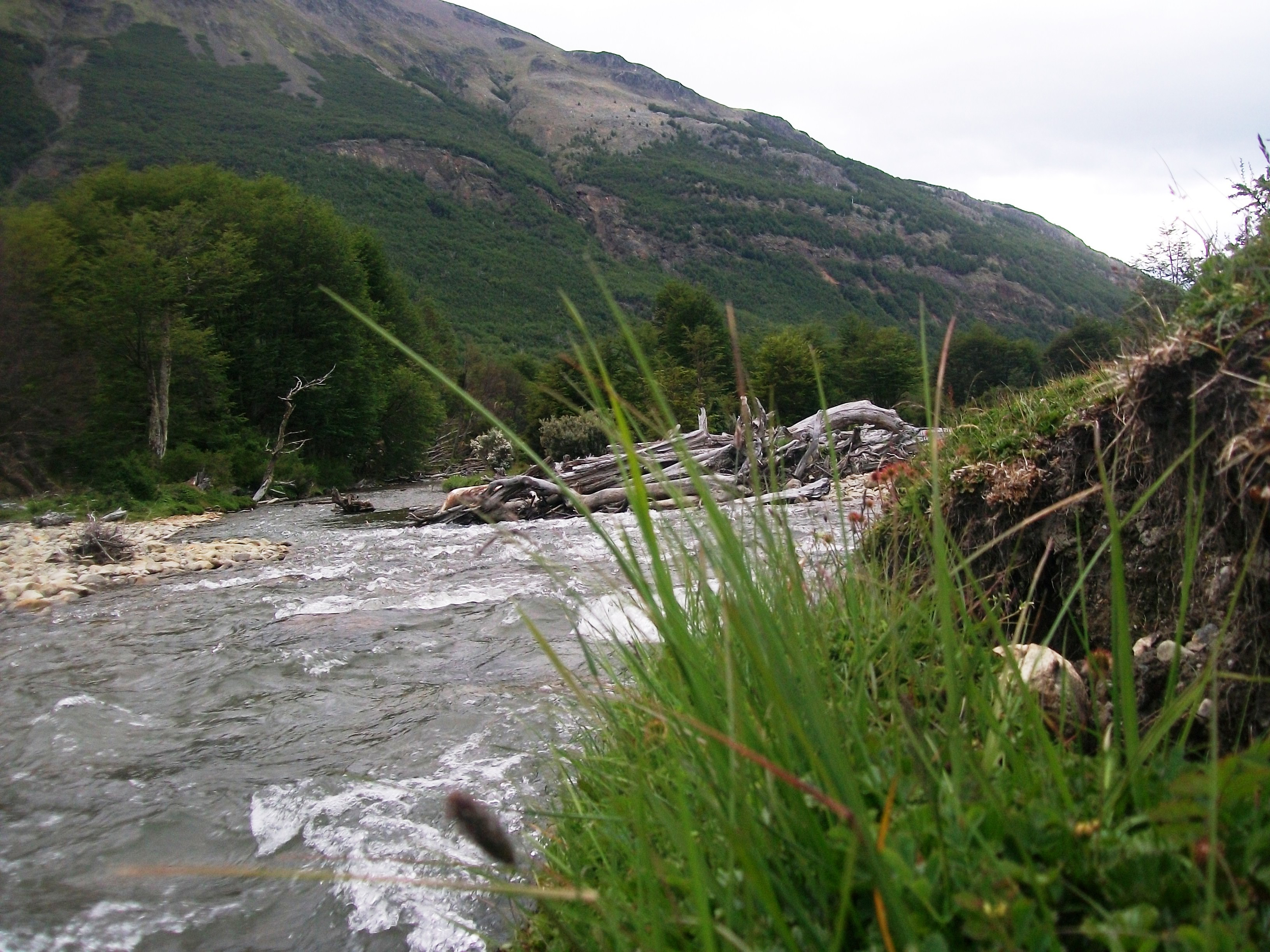
O rio Pipo.

## Geografia

### Etimologia toponímica
Etimologicamente, este topónimo faz referência ao pseudónimo ou apelido de um preso do presídio de Ushuaia, o qual tinha conseguido se escapar e de quem se suspeitou que tivesse falecido afogado nas suas frias águas, conquanto nunca pôde se descobrir o seu paradeiro. A partir do ano 1917 denominou-lho com dito nome.
No entanto, o nome que lhe davam os seus primitivos povoadores, a etnia yámana em sua própria língua era Ajej, que significa ‘rio da barca’, já que para eles era o único rio da zona que, pelo menos em seu trecho inferior, lhes era possível percorrer com as suas embarcações, já que tanto no rio Olivia como no arroio Grande, os saltos se apresentam muito próximos das suas desembocaduras.

### Percurso do seu curso e afluentes

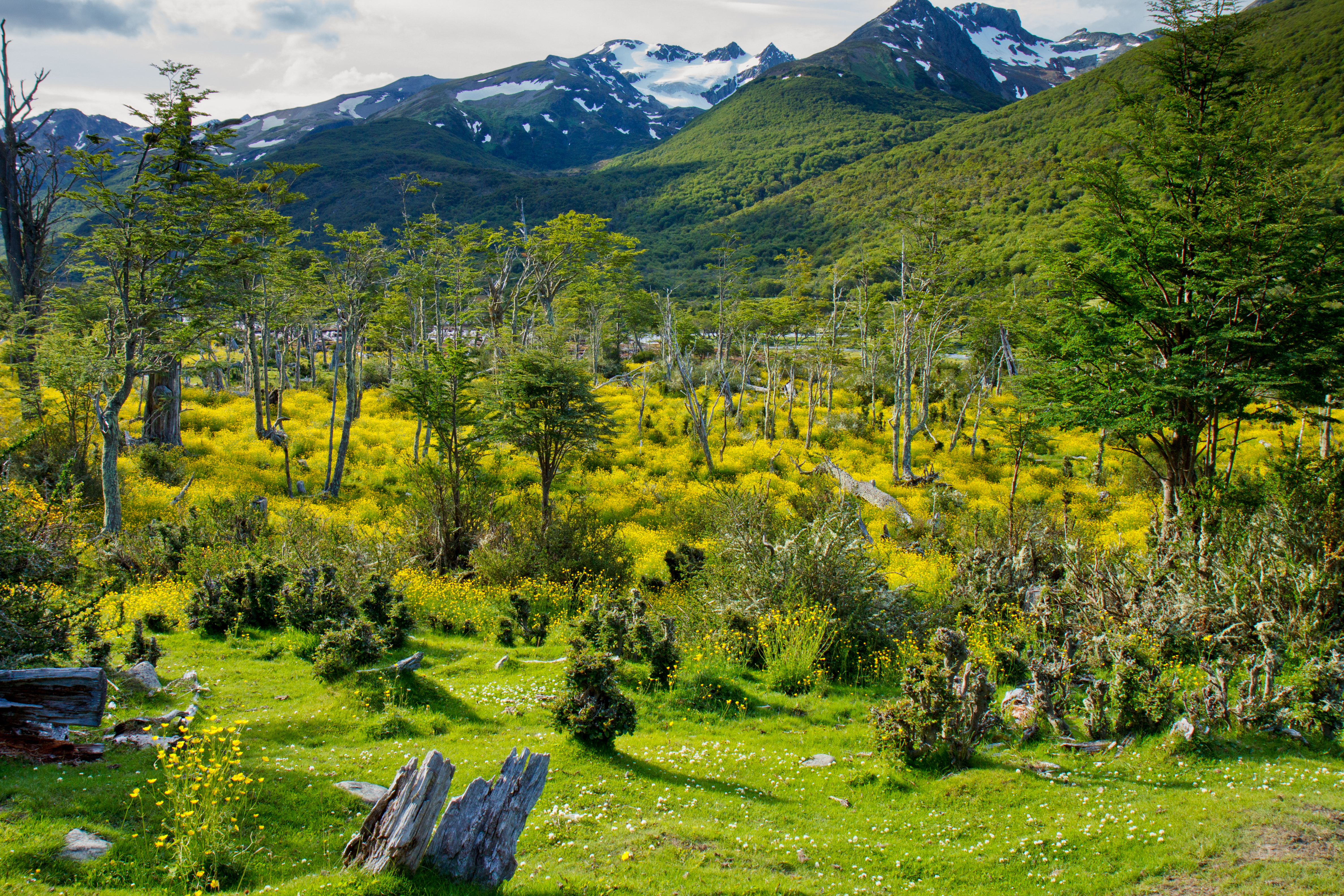
Passo da Ovelha. Este vale é percorrido pela principal fonte coletora que flui para o rio Pipo.

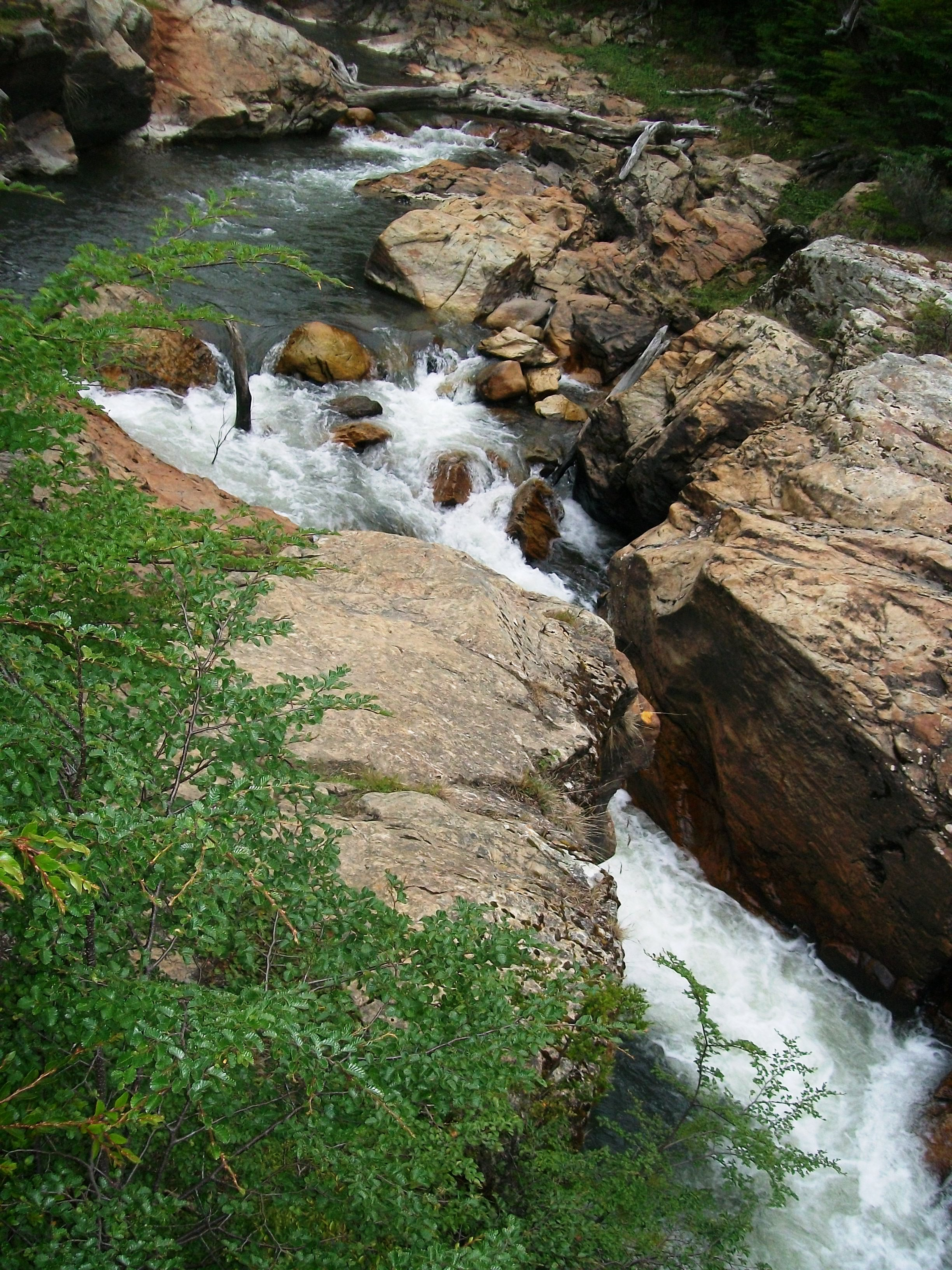
Cascata do rio Pipo.

O rio Pipo tem as suas nascentes na ladeira sul da serra de Valdivieso, um área dos cordões montanhosos da porção fueguina da cordilheira dos Andes. Recebe a contribuição de numerosas cursos menores, os quais em época de degelo transportam importante quantidade de água.
Com rumo Noroeste-sudeste percorre o chamado canhadão do Touro, um profundo e encaixado vale arborizado flanqueado pelo Sudoeste pela cordilheira do Guanaco, com as suas altas serras O Nene e Guanaco —de 971 msnm—, enquanto pelo Nordeste fazem o próprio os montes Martial e uma série de serras e cordões que se desprende para o Sul, como a serra Falso Tonelli, o monte Hyades, e finalmente o arremate austral deste encadeamento: a serra Francisco Segui.
Posteriormente, já a uma altitude de 100 msnm, cai nos chamados saltos do rio Pipo, e começa a discorrer por um vale que leva o seu nome, o qual representa o trecho inferior deste ribeiro fluvial. Aqui percorre solos do tipo dos distrocrieptes da ordem dos inceptisoles. Depois de deixar atrás por a sua direita à serra Pampa Alta, seu curso muda o seu rumo agora para o nascente, sai do parque nacional, e é cruzado pelas vias do caminho-de-ferro austral fueguino, do qual margina pela esquerda à estação Fim do Mundo. Depois deixa pelo Sul ao monte Susana —de 500 msnm—, e recebe pela margem esquerda (Norte) as águas da sua principal afluente, que coleta toda a bacia do canhadão da Ovelha. Toda esta zona até à sua foz fazia parte da grande estância do Rio Pipo, de Luciano Preto, na qual pastavam 900 vacas destinadas ao consumo de carne da cidade de Ushuaia.
Depois cruza a ponte da estrada nacional 3; passa pelo Sul do autódromo de Ushuaia e do prédio do Ushuaia Golfe Clube, deixa pela sua margem esquerda (Norte) ao alto da serra Bridges —de 1072 msnm— e à modesta serra dos Loros, e começa a ser demarcado pelas casas do bairro de Porto Golondrina dos subúrbios de Ushuaia. Finalmente, torce bruscamente para o Sul, percorre os últimos centos de metros, e desemboca na baía Golondrina do canal Beagle, nas coordenadas: 54° 50′ 15,71″ S, 68° 21′ 04,02″ O. Junto à sua desembocadura, na margem esquerda (Este), localiza-se o hotel e restaurante Tolkeyen, o qual quando foi erigido era a única construção na zona.

### Características da sua bacia
A bacia do rio Pipo localiza-se no área hidrográfica fueguina denominada “Bacias da zona SuL ou de Cordilheira”, de vertente pacífica, situada entre os cordões setentrionais da cordilheira fueguina e o canal Beagle, incluindo a bacia do lago Fagnano. Todas estes corpos lóticos e lénticos se incluem na ecoregião de água doce Patagônia.
Esta zona hídrica compreende cursos fluviais que possuem uma muito densa rede de drenagem em ambiente de cordilheira, com percursos curtos, fortes pendentes e moderados volumes. Regulam o seu escorrimento em especial a neve estacional, a que apresenta nas altitudes mais elevadas grande desenvolvimento, estabilidade e capacidade de armazenamento. Entre janeiro e março produzem-se contribuições da água retida tanto pelos glaciários como pelo detrito cordilheiro, em ambos é liberta lentamente, lhe outorgando uma maior estabilidade ao volume deste rio.
Os pantânos ocupam uma superfície destacada do vale deste rio, podendo estas interceptar e reter grandes volumes da água precipitada durante o Estio.

## História
Na zona da baixa bacia situa-se a boca da que era a Mina Beatriz, a qual foi explorada a princípios do século XX um veio chumbo e zinco.
Desde o ano 1910 até 1947 o presídio da cidade de Ushuaia empregou aos presidiários para explorar a madeira da área situada entre o vale do rio Pipo e a ladeira baixa do monte Susana. Por essa razão construiu-se um comboio de biela estreita com vários ramais que correm pelo vale. Ainda 60 anos depois se podiam ver passadas, terraplanos, e caminhos criados nessa época. Posteriormente continuou a exploração comercial da área até ao ano 1967, neste caso por privados graças a concessões outorgadas pela Armada Argentina. A serração da família Lombardich seguiu utilizando o trabalho dos presos até ao terramoto de 1949, o qual danificou as vias. Desde essa data, para a extração de lenha empregou-se estradas.

### Alterações
A alta bacia tem conseguido manter-se pristina, ainda que a zona do vale sofreu durante um século o pastoreio de gado e equino, e por décadas uma forte exploração dos seus recursos florestais. Além disso, também sofreu em alguns ocasiões incêndios destrutivos. Em razão destas alterações, em lugar do original bosque magalânico observam-se amplos setores com pastizal, em onde as espécies arbóreas austrais não têm conseguido ainda recompor o habitat florestal apesar de que estes impactos têm diminuído consideravelmente.
Danos pelo castor
No setor da bacia do rio Pipo que se localiza dentro do parque nacional os castores têm alterado fortemente os bosques cortando as árvores ou os matando ao inundar superfícies arborizadas. No ano 1995 os seus embalses cobriam 3,7 ha, as que para o ano 2006 tinham ascendido até as 7,1 ha. As alterações no habitat fluvial deste rio causadas por este roedor teriam coadjuvado para que se extinga a população local do raro pato das torrentes (Merganetta armata).

## Atractivos turísticos
Vários setores do vale do rio Pipo são frequentes destinos turísticos, tanto por visitantes de fim de semana residentes em Ushuaia como por turistas de todo mundo.
Cascata do rio Pipo
É possivelmente o seu maior atractivo. Acede-se desde a RN 3 desviando por um caminho secundário de 2,5 km o qual percorre a margem direita do rio, entre grandes turbais e áreas de pastizais antrópicos. Ao final deste caminho encontra-se um estacionamento de veículos. Desde ali, por um curto caminho pedestre que remonta o curso fluvial se chega aos saltos.
Área de acampe agreste Rio Pipo
Localiza-se a orlas do rio Pipo, em proximidades do caminho anterior, entre o lugar onde se localizava a serração Lombardich e a ombreira rochosa situado águas acima. É utilizada principalmente por residentes de Ushuaia.
Em razão da irregular da sua microtopografia, menos da metade das 5 ha destinas a este fim são realmente aptas para acampar. Conquanto não conta com fogões demarcados e carece de sanitários, é a única zona do parque nacional com acampamento livre em onde está permitido a coleta de lenha seca, já caída. Os 25 % dos que acampam no parque o fazem aqui, pois o rio tem abundante água potável durante todo o ano, e os cordões lindantes oferecem uma boa proteção contra o vento.
O acampamento não é vedado, ainda que o pessoal do parque nacional regista aos utentes e lhes entrega uma permissão o qual contém o período válido com direito de acesso à área protegida.
Caminho-de-ferro Austral Fueguino
Em parte do vale do rio Pipo tem o seu trajeto o denominado Caminho-de-ferro Austral Fueguino (F.A.F)  —popularmente chamado “Comboio do Fim do Mundo” — o qual desde o ano 1994 desenvolveu uma rota sobre a que possuía o antigo comboio do presídio. Este meio de transporte turístico percorre a bacia deste rio, para depois ingressar ao parque nacional; continua pela saia do monte Hyades até, depois de uma curva, cruzar o leito do rio e passar à sua margem direita, chegando a lugar onde se encontrava a serração Lombardich. Desde dito ponto as vias circulam o caminho de terra que oficia de acesso ao vale deste rio, até finalizar o seu percurso junto à estrada 3, no apeadeiro: Estação do Parque.

## Jurisdição da sua bacia

### Áreas dentro do parque nacional
Um amplo setor da sua bacia pertence ao parque nacional Terra do Fogo. Ao criar-se esta unidade de conservação mediante a Lei Nº 15554, fixou-se uma única categoria de manejo para a totalidade da nova superfície sobre proteção: a de parque nacional.
Na década de 1990, mediante os Decretos PEN N° 2148/90 e 453/94 definiram-se os limites e objetivos de 3 áreas de Reserva Natural Estrita (RNE), e estabeleceu-se a categoria de Reserva Natural Silvestre (RNS) para um amplo setor da área central da unidade de conservação, a qual inclui a bacia média e superior do rio Pipo, pelo qual se corresponde ao de uma zona de uso público extensivo.

### Áreas dentro da municipalidade de Ushuaia
As terras do vale do rio Pipo sobre a jurisdição da municipalidade de Ushuaia localizadas ao Norte da RN3 e que ligam com o parque nacional têm sido parceladas segundo o Código de Planeamento Urbano dessa cidade em duas categorias:
Reserva Turística
Compreende o setor situado entre o rio Pipo e a RN 3. O Código definiu-a deste modo:

«“Área que pelo se uso ou características naturais se considera de interesse turístico, devendo-se regulamentar a sua ocupação e infraestrutura de serviçõs básicos de acordo a cada projeto específico ad referendum do Conselho Deliberante”.»
Compreende um estreito armazém sobre ambas margens do rio Pipo até o limite do parque nacional. A maior parte da sua superfície foi cedida a organizações civis e instituições desportivas. O Código definiu-a deste modo:

«“É um espaço destinado a atividades desportivo-recreativas de uso público o semipúblico”.»